# Aleksandr Wołkow (generał)
Aleksandr Pietrowicz Wołkow (ros. Александр Петрович Волков, ur. 7 lutego 1934 we wsi Nadieżdino, zm. 22 kwietnia 2014 w Moskwie) – radziecki generał pułkownik.

## Życiorys
W 1952 wstąpił do Armii Radzieckiej, 1954 skończył szkołę artylerii w Riazaniu, w 1966 ukończył Wojskową Akademię Inżynieryjną im. Dzierżyńskiego, a w 1985 Wojskową Akademię Sztabu Generalnego. Służył w wojskach lądowych kolejno jako dowódca plutonu, starszy oficer baterii i dowódca baterii pułku artyleryjskiego w Nadwołżańskim Okręgu Wojskowym, od lipca 1960 dowodził grupą pułku rakietowego brygady rakietowej w Joszkar-Ole. Później służył w garnizonach rakietowych obwodu czytyjskiego, twerskiego i w Smoleńsku. Od sierpnia 1982 do lipca 1987 dowódca armii rakietowej w Winnicy, od lipca 1987 do marca 1989 zastępca głównodowodzącego Wojskami Rakietowymi Przeznaczenia Strategicznego ZSRR ds. przygotowania bojowego – szef Przygotowania Bojowego Wojsk Rakietowych, w latach 1987-1994 członek Rady Wojskowej Wojsk Rakietowych Przeznaczenia Strategicznego, od marca 1989 do rozpadu ZSRR I zastępca dowódcy Wojsk Rakietowych Przeznaczenia Strategicznego ZSRR, w czerwcu 1994 zwolniony ze służby wojskowej.

## Odznaczenia
- Order Rewolucji Październikowej
- Order Czerwonego Sztandaru Pracy
- Order Czerwonej Gwiazdy
- Order „Znak Honoru”

I wiele medali.